# Schützenpanzerwagen Sd.Kfz. 251
Der mittlere Schützenpanzerwagen Sd.Kfz. 251 (Sonderkraftfahrzeug 251) war ein deutsches Halbkettenfahrzeug, das im Zweiten Weltkrieg von der Wehrmacht eingesetzt wurde. Als mittlerer Schützenpanzerwagen (SPW) gehörte er zur Ausrüstung der gepanzerten Panzergrenadier-Bataillone und Panzerpionier-Kompanien.

## Entwicklung
Der grundsätzliche Gedanke, dass die Infanterie auf dem Schlachtfeld in Fahrzeugen transportiert werden müsse, um die Geschwindigkeit der künftig schnelleren Panzerkampfwagen zu halten, wird schon 1927 in Fritz Heigls Taschenbuch der Tanks erwähnt. Heigl lehnte jedoch Halbketten-Fahrzeuge ab, da diese im Gelände nicht die Leistungsfähigkeit von Kettenfahrzeugen zeigten, was sich Jahre später durch die technische Weiterentwicklung ändern sollte. Um 1935 wurde aus dem Offizierskorps die Idee eingebracht, dass die Fahrzeuge für die Infanterie als Halbkettenfahrzeuge ausgeführt werden könnten, da man die Entwicklung und Nutzung dieser Fahrzeuge in Frankreich beobachtet hatte.
Schon 1935 hatte man auf Veranlassung des Heereswaffenamtes bei der Firma Carl F.W. Borgward (Hansa-Lloyd) in Zusammenarbeit mit der Firma Rheinmetall an einer gepanzerten Halbkette gearbeitet, die als Panzerjägerfahrzeug Verwendung finden sollte. Diese „3,7-cm-Selbstfahrlafette L/70“ auf dem Fahrgestell HL kl 3 (H) mit Heckmotor wurde als Versuchsfahrzeug gebaut. Als dann die Forderung nach einem gepanzerten Mannschaftstransporter kam, baute man auf dieser Vorerfahrung auf, und im Jahr 1936 arbeitete man parallel an den neuen Ausführungen H kl 6 und H kl 6p (gepanzert) der 3-t-Halbkettenzugmaschine. Eine Besonderheit des Entwurfs für das gepanzerte Fahrzeug war die Verwendung von zwei Lüftern anstelle eines Lüfters beim normalen Fahrzeug. Das Lenkrad musste wegen der Panzerung um 90° zum Fahrer hin gewinkelt werden. Weitere Anpassungen betrafen den Kraftstofftank und die Auspuffanlage. Doch grundsätzlich basierte der mittlere Schützenpanzerwagen (Sd.Kfz. 251) auf dem Fahrgestell des Leichten Zugkraftwagens 3 t (Sd.Kfz. 11). Die Entwicklungsarbeit dauerte bis Oktober 1937, als ein erster Prototyp verfügbar war und erprobt wurde.
Im Jahr 1938 wurde die Einführung des Fahrzeugs beschlossen und es wurde der erste Auftrag für die Serienproduktion erteilt (siehe auch Aufrüstung der Wehrmacht).

## Serienproduktion
Von 1938 bis 1945 wurden vier verschiedene Ausführungen (A bis D) von folgenden Werken produziert.
- Hanomag in Hannover (Fahrgestell)
- Auto Union, Werk Horch in Zwickau (Fahrgestell, 1943–45)
- Weserhütte in Bad Oeynhausen (Fahrgestell)
- Büssing-NAG in Berlin-Oberschöneweide (Aufbauten)
- Deutsche Werke in Kiel (Aufbauten)

### Ausführung B
Das Fahrwerk blieb während der Entwicklung weitgehend unverändert. Bei der Ausf. B entfielen die seitlichen Sehschlitze am hinteren Aufbau.

### Ausführung C
Die Ausf. C wurde Mitte 1940 unter Berücksichtigung von Einsatzerfahrungen umgestaltet. Die vordere Stoßstange fiel weg, die Bugbleche wurden neu geformt und die Motorraumbelüftung neu gestaltet. Weiterhin wurden die Befestigungen der Halter für Gerät und Ausrüstung innerhalb des Kampfraumes nicht mehr geschweißt, sondern aufgeschraubt. Der Sitz des Kraftfahrers wurde mit anderen Kampfwagensitzen vereinheitlicht und es gab keinen Suchscheinwerfer mehr, sondern eine Handlampe mit einem 5 m langen Kabel. Zusätzlich wurden zwei Halterungen für jeweils zwei MP 38 und Magazintaschen angebracht. Die Sitzkästen der Infanterie waren nun verstellbar und für den längeren Marsch mit einer Rückenlehne und Kopfleiste ausgestattet. Für die Gewehre gab es in der Ausführung C zwei Gewehrhalterungen für jeweils vier Gewehre statt wie vorher sechs Einzelhalterungen. War der Feuerlöscher bei den Ausführungen A und B noch außen rechts angebracht, war er ab der Ausführung C innen an der Tür montiert. Zum Produktionsumfang bis 1940 wird von Baxter 348 Stück angegeben.

### Ausführung D
Mit der Ausf. D wurde 1943 abermals sowohl der Produktionsvereinfachung als auch den Kampferfahrungen Rechnung getragen. Insbesondere wurden das Heck einfacher und geräumiger gestaltet, die Staukästen vergrößert und die Form der Panzerung verbessert. Von der Ausf. D wurden mit 10.602 die meisten Exemplare gefertigt.
Die Jahresproduktion lief schleppend an und blieb bis 1941 immer unter 1000 hergestellten SPW pro Jahr. 1942 konnten 1190 SPW gefertigt werden, während es 1943 4250 und 1944 7800 Stück waren. Insgesamt wurden von allen Ausführungen und Varianten 15.252 Fahrzeuge gebaut.

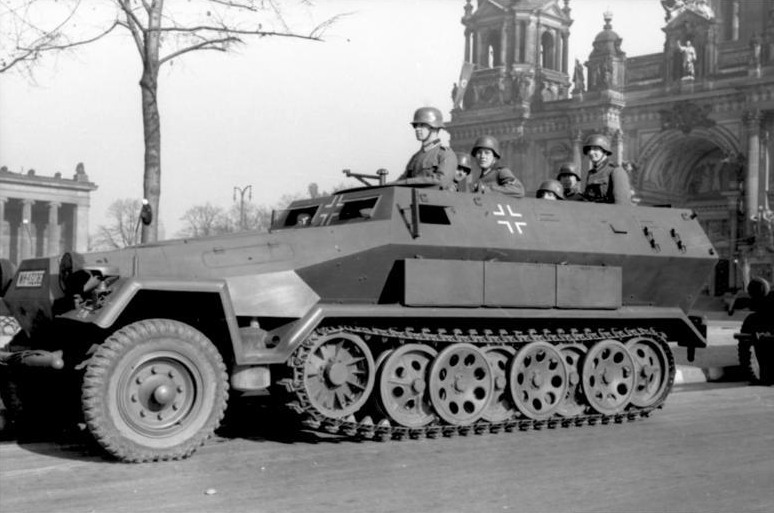
Sd.Kfz. 251/1 Ausf. A
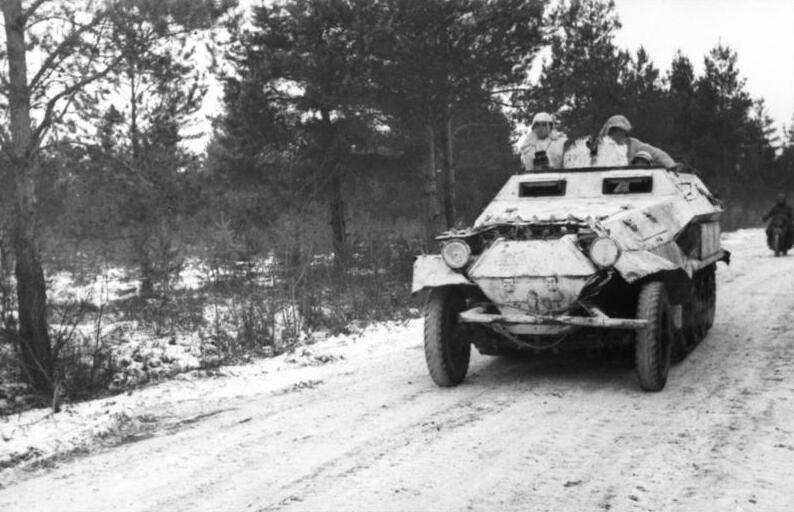
Sd.Kfz. 251/1 Ausf. B
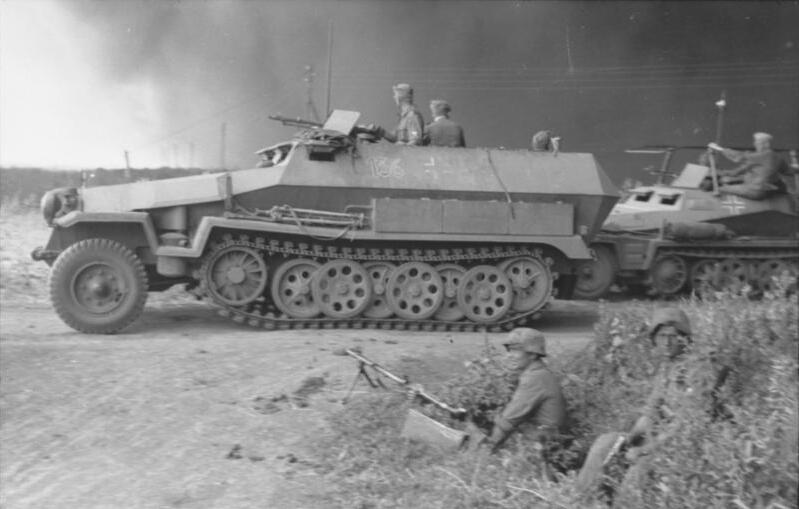
Sd.Kfz. 251/1 Ausf. C
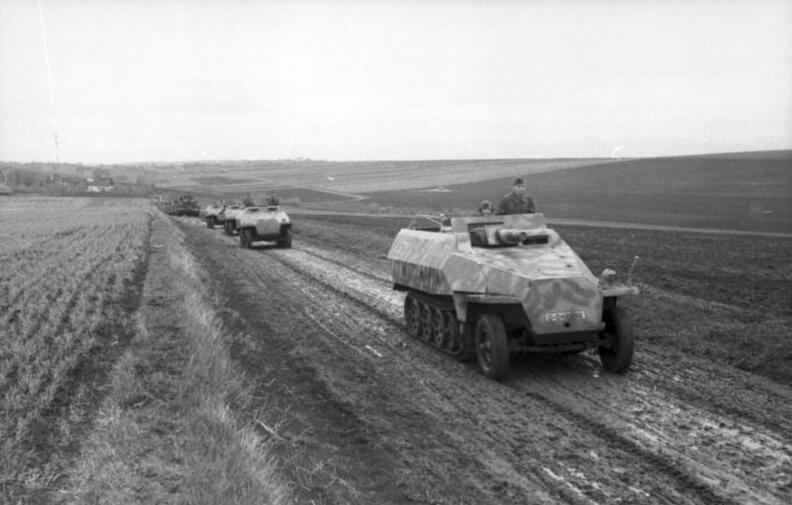
Sd.Kfz. 251/9 Ausf. D

## Beschreibung
Der mittlere SPW basierte auf dem Schachtellaufwerk-Fahrgestell des Zugkraftwagens 3t. Die Triebräder waren wie bei allen Kettenfahrzeugen der deutschen Wehrmacht vorn im – vergleichsweise langen – Kettenlaufwerk angeordnet, um diesem eine gewisse Selbstreinigung zu ermöglichen. Gelenkt wurde das Fahrzeug nicht nur mit den nicht angetriebenen und ungebremsten Vorderrädern. Wenn diese sehr stark eingeschlagen wurden – also mehr als zwei Drittel des vollen Lenkeinschlages –, leitete ein vom Lenkgetriebe der Vorderachse per Gestänge betätigtes Lenkgetriebe des Kettenlaufwerks eine einseitige Bremsung ein, mit der die Kurvenfahrt unterstützt wurde. Dieses Prinzip führte im Vergleich zum klassischen Schützenpanzerwagen M3 der Alliierten, mit seiner kurzen Kettenauflage und der angetriebenen Vorderachse, zu einer überlegenen Geländetüchtigkeit, war aber komplizierter und daher wartungsintensiver.
Das Fahrzeug war rundum gepanzert, oben jedoch offen beziehungsweise konnte nur durch eine Plane abgedeckt werden, um die Besatzung vor der Witterung zu schützen. Im Heck befand sich – ein wesentlicher Unterschied zum M3 – eine zweiflügelige Tür, die der Besatzung das Auf- und Absitzen erleichterte.
Der mittlere SPW konnte eine Gruppe von zehn Soldaten transportieren. Dabei bot das Fahrwerk eine bessere Geländegängigkeit als ein LKW und zugleich durch seine Panzerung einen besseren Schutz. Die Standardbewaffnung bestand aus zwei Maschinengewehren MG 34 oder MG 42 zur Verteidigung oder Unterstützung der abgesessenen Truppe. Ein Nachteil war der geringe Platz für die benötigte Ausrüstung, weshalb diese häufig an der Außenseite mitgeführt wurde. Neben dem Zweck zur Mobilisierung der Infanterie wurden die Fahrzeuge zur logistischen Unterstützung mit Materialtransport von Munition und leichtem Gerät sowie als Artillerieschlepper für Panzerabwehrkanonen und leichte Flakgeschütze sowie als Schlepper für Pioniermaterial wie Pontonbrückengerät eingesetzt.
Darüber hinaus wurden auf Basis des Sd.Kfz. 251/1 verschiedene Spezialfahrzeuge gefertigt, die Ausrüstungen für bestimmte Sonderaufgaben in die Konstruktion integrierten. Insbesondere gab es verschiedene Varianten mit umfangreicher Funkausrüstung zur Koordination mit der Luftwaffe oder anderen Panzerverbänden. Weiterhin wurden die Fahrzeuge als Träger für Panzerabwehrkanonen und für Wurfrahmen verwendet.

## Varianten

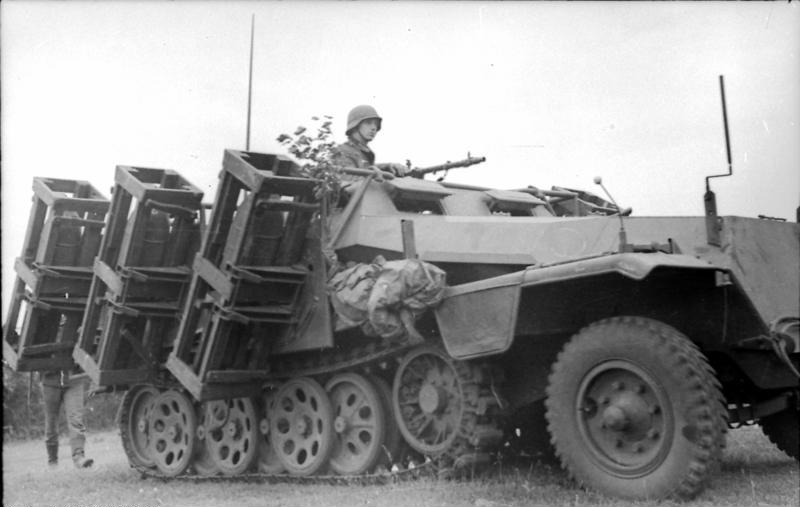
Sd.Kfz. 251/1, mittlerer Schützenpanzerwagen mit Wurfrahmen

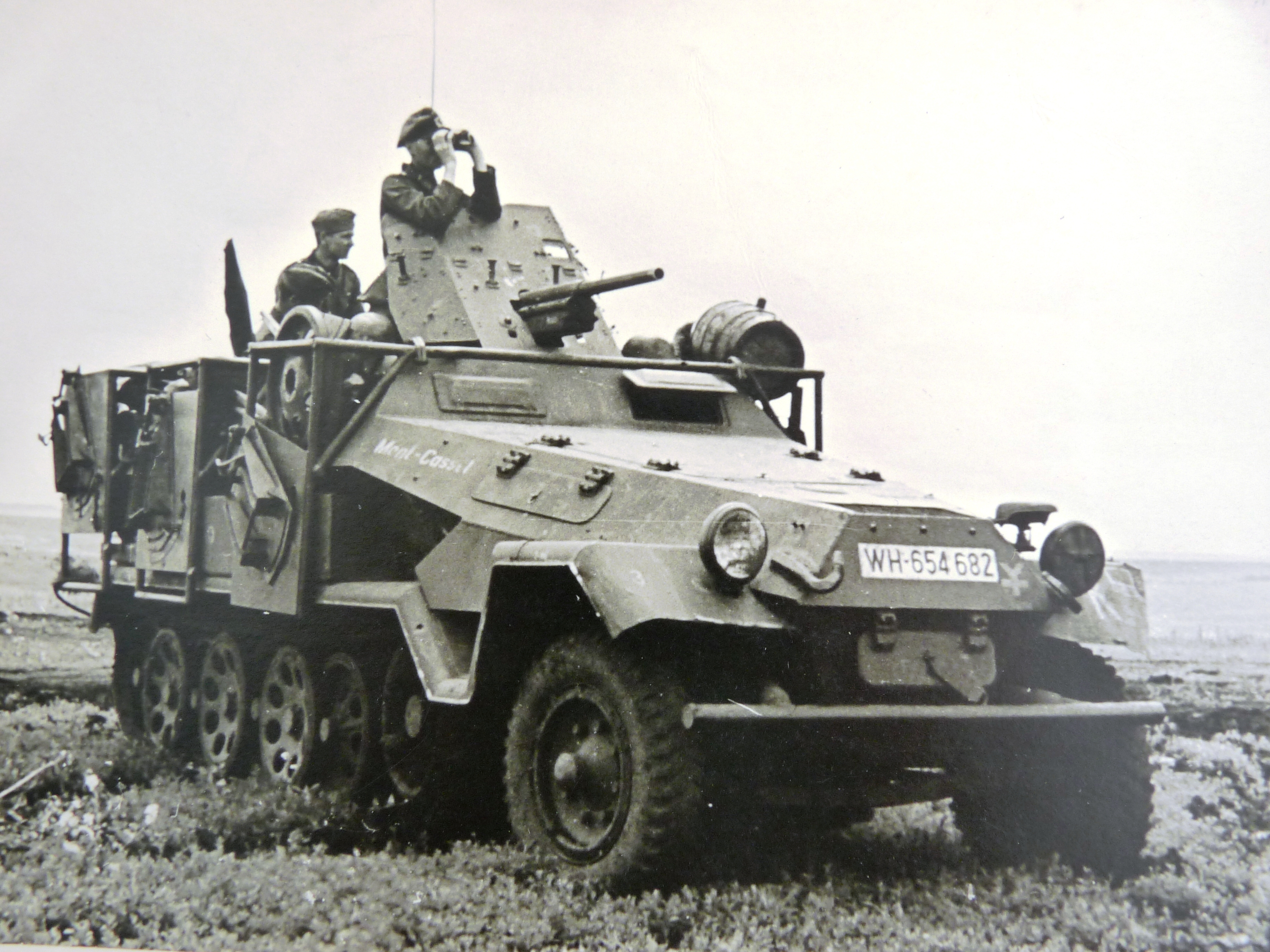
Sd.Kfz. 251/10 mit Wurfrahmen-Halterungen

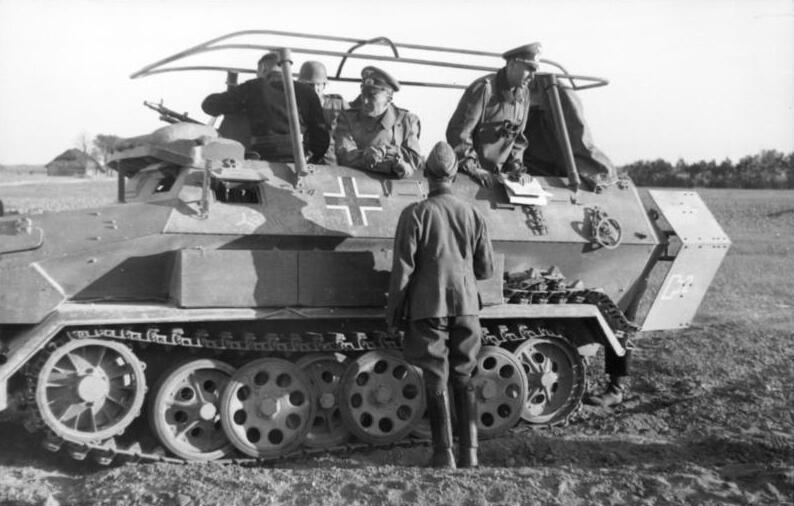
Sd.Kfz. 251/3, mittlerer Funkpanzerwagen

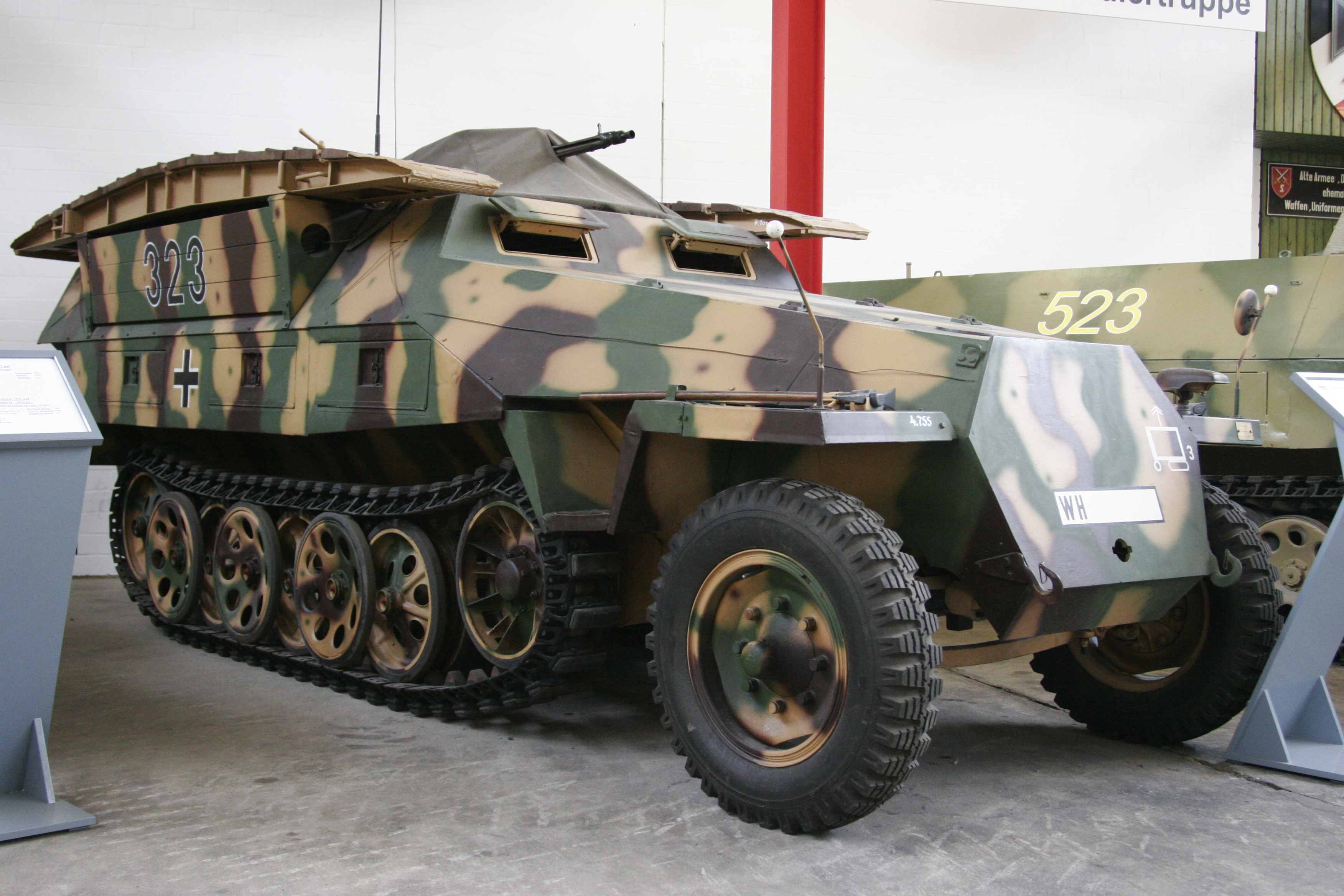
Sd.Kfz. 251/7, mittlerer Pionierpanzerwagen

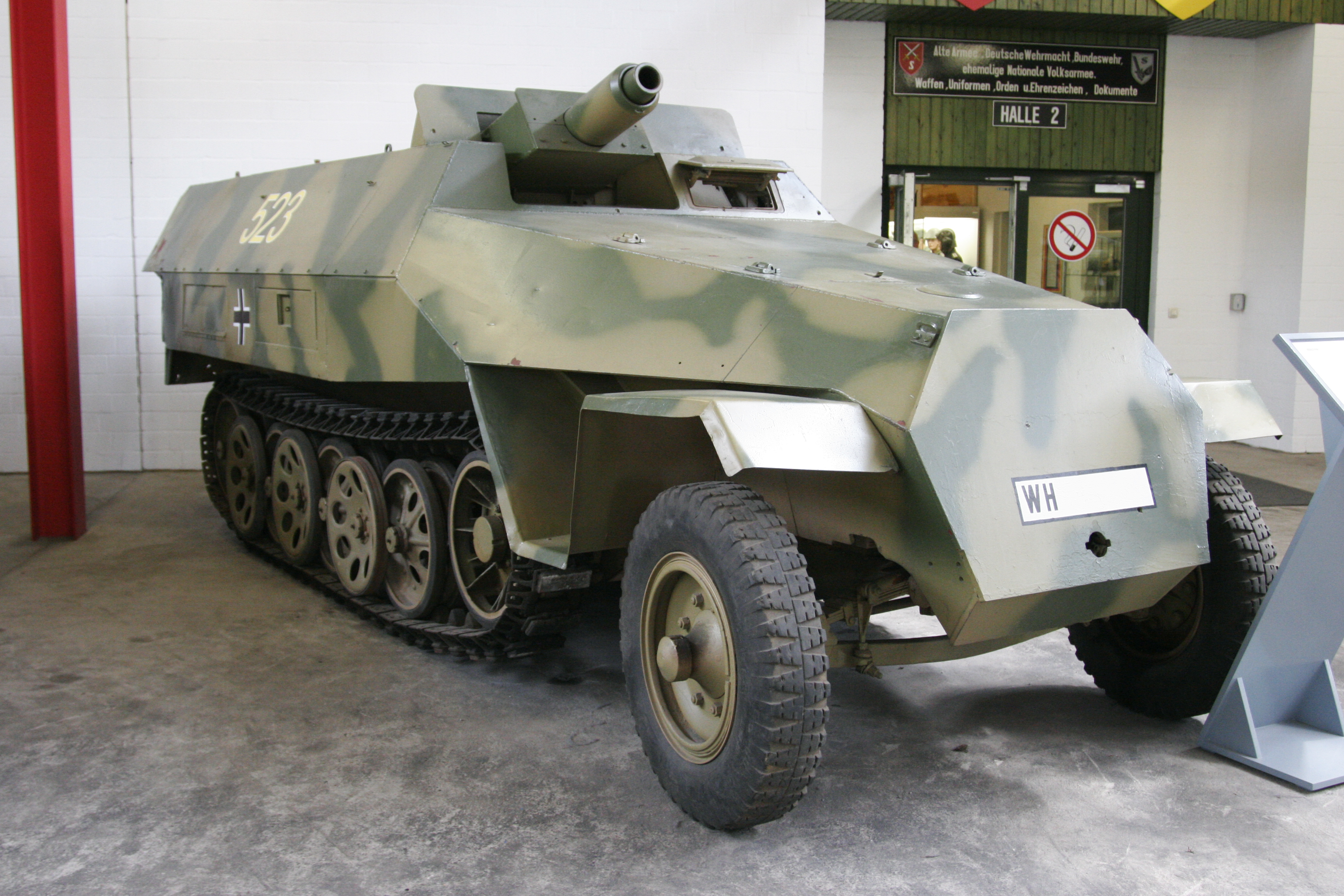
Sd.Kfz. 251/9, mittlerer Kanonenpanzerwagen

mit den wichtigsten Ausrüstungsmerkmalen
- 251/1 – mittlerer Schützenpanzerwagen für eine Gruppe mit zwei leichten Maschinengewehren mit 3× MG 34 oder MG 42
- 251/1 – mittlerer Schützenpanzerwagen für zwei schwere Maschinengewehr-Bedienungen mit 2× MG 34 oder MG 42 als schweres MG und 1× MG 34 oder MG 42 als ständiges MG.
  - Zusatzausrüstung Wurfrahmen 40 für sechs 28-cm-TNT- oder 32-cm-Gasolin-Raketen (Spitzname: Stuka zu Fuß oder Heulende Kuh)
- 251/2 – mittlerer Schützenpanzerwagen für einen schweren Granatwerfertrupp mit 8-cm-Granatwerfer
- 251/3 – mittlerer Funkpanzerwagen (vier unterschiedliche Funkgerätausstattungen, mit Rahmenantenne) auf Ausf. A bis C
  - 251/3 I FuG8 und FuG4
  - 251/3 II FuG8, FuG5 und FuG4
  - 251/3 III FuG7, FuG1 und Fu.Spr.Ger. f – Verwendung zur Boden-Luft-Koordination
  - 251/3 IV FuG11 und FuG12 mit zusätzlichem 9-m-Teleskopantennenmast Sonderantenne II
  - 251/3 V FuG11
- 251/4 ursprünglich für Munition und Zubehör des leichten IG 18, später für andere Infanteriegeschütze
- 251/5 mittlerer Schützenpanzerwagen für Pionierzug; Wegfall einer Sitzbank für mehr Stauraum
- 251/6 mittlerer Kommandopanzerwagen mit Satz Funkgerät Fu 12 (80 Watt) und Fu 19 (15 Watt) und Rahmenantenne
- 251/7 mittlerer Pionierpanzerwagen; wie /5, aber mit zusätzlicher Behelfsbrücke (5,5 m, 14 t)
- 251/8 mittlerer Krankenpanzerwagen; Sanitätsfahrzeug mit vier Krankentragen auf Ausf. C und D
- 251/9 mittlerer Kanonenpanzerwagen mit 7,5-cm-KwK 37 L/24 auf Ausf. C und D
- 251/10 mittlerer Kanonenpanzerwagen mit 3,7-cm-PaK 36 auf Ausf. C und D
- 251/11 mittlerer Fernsprechpanzerwagen für das Verlegen von Telefonleitungen Sd.Kfz. 251/11, mittlerer Fernsprechpanzerwagen

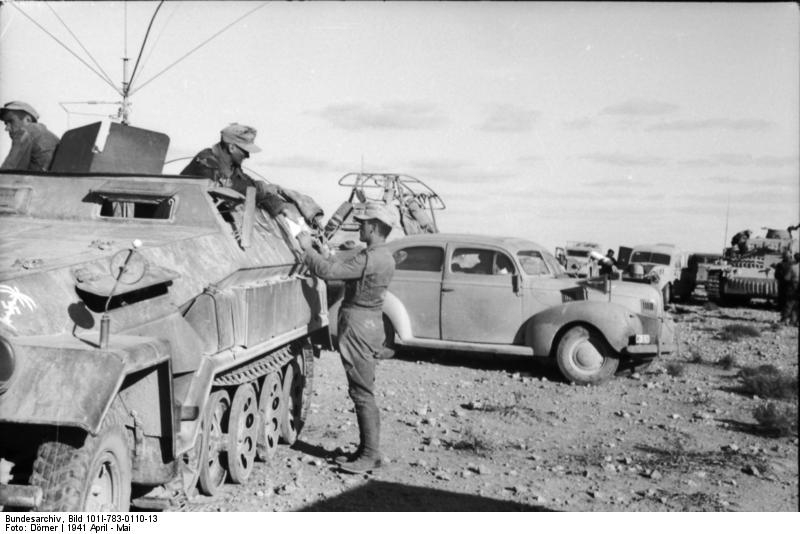
Sd.Kfz. 251/11, mittlerer Fernsprechpanzerwagen

- 251/12 mittlerer Messtrupp und Gerätepanzerwagen
- 251/13 mittlerer Schallaufnahmepanzerwagen
- 251/14 mittlerer Schallauswertepanzerwagen
- 251/15 mittlerer Lichtauswertepanzerwagen
  - /12 bis /15 waren Artillerieunterstützungsfahrzeuge die in kleineren Stückzahlen gefertigt wurden
- 251/16 mittlerer Flammpanzerwagen mit zwei 1,4-cm-Flammwerfern 42, Serienproduktion auf Ausf. D Sd.Kfz. 251/16, mittlerer Flammpanzerwagen

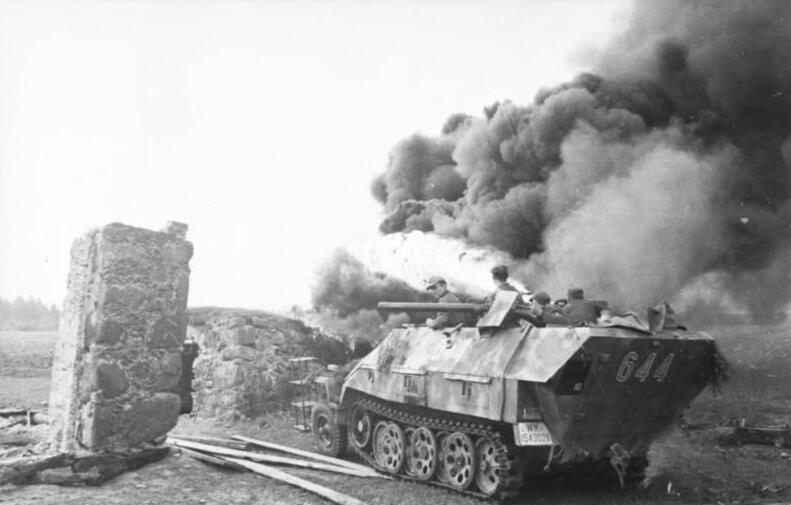
Sd.Kfz. 251/16, mittlerer Flammpanzerwagen

- 251/17 mittlerer Schützenpanzerwagen Ausf. D, mit einer 2-cm-KwK bewaffnet.
- 251/18 mittlerer Beobachtungspanzerwagen mit FuG12
- 251/19 mittlerer Fernsprechpanzerwagen
- 251/20 „UHU“, mit 60-cm-Infrarotscheinwerfer „UHU“ (Reichweite bis 3000 Meter, effektiv 1200 Meter) zur Gefechtsfelderfassung sowie IR-Nachtsichtgeräten für den Fahrer. Der „UHU“ war zur Unterstützung der seit Herbst 1944 unter strengster Geheimhaltung für den Nachtkampf ertüchtigten Panzerkampfwagen V Panther bestimmt, weil deren 30-cm-IR-Scheinwerfer (Reichweite bis zu 400 Meter, effektiv 150 Meter) der Kampfentfernung der 7,5-cm-Kanone (bis zu 2500 Meter) nicht gerecht wurden. Die Einweisung der „Panther“-Kommandanten durch die „UHU“-Fahrzeuge erfolgte per Funk und nach dem Richtkreis-Prinzip; die Kommandanten instruierten dann per Klopfzeichen (!) ihre Richtschützen, die aus Ersparnisgründen über keine eigenen IR-Geräte verfügten – wie übrigens auch die „Panther“-Fahrer nicht, die nachts ebenfalls vom Kommandanten eingewiesen werden mussten (ein sogenannter Bildwandler/Biwa kostete 35.000 RM).

Zusätzlich wurde ab Oktober/November 1944 das sogenannte „Begleitfahrzeug Falke“ als weitere Variante des Sd.Kfz 251 entwickelt und ab Februar/März 1945 erprobt. Der „FALKE“ war als nachtkampftauglicher Begleitschutz, gegen feindliche Infanterie, der „UHU“ und Nachtkampf-Panther konzipiert. Neben dem IR-Gerät für den Fahrer verfügte die Besatzung über Sturmgewehre 44 mit kleinen IR-Scheinwerfern (Zielgerät 1229 „Vampir“, Reichweite bis 150 Meter, effektiv 70 Meter), außerdem war das vordere MG 42 mit IR-Ausstattung auf Basis der entsprechenden Panther-Nachtsichtgeräte versehen.
Insgesamt wurden rund 60 „UHU“-Fahrzeuge produziert, die Anzahl der fertiggestellten „FALKE“ war vermutlich geringer. Vor dem Hintergrund des baldigen Kriegsendes dürfte die geplante Reorganisation der Nachtkampfeinheiten (zu je 5 „Panthern“, 1 „UHU“, 1 „FALKE“) kaum noch in die Tat umgesetzt worden sein.
- 251/21 Mittlerer Schützenpanzerwagen mit Drillings-MG 151/20 zur Flugabwehr (Kaliber 20 mm). Die Geschütze waren ursprünglich zur Flugzeugbewaffnung bestimmt. Die Konstruktion bot an den Seiten vollen Panzerschutz wenngleich die Stärke der Panzerung des Schützenpanzers gering war.
- 251/22 mit 7,5-cm-PaK 40 L/46 auf Ausf. D
- 251/23 mit 2-cm-KwK auf Ausf. D

Die 2,8-cm-Panzerbüchse ersetzte manchmal beispielsweise beim Sd.Kfz. 251/7 das vordere MG; selten wurde eine 3,7-cm-PaK 36, mit oder ohne Schutzschild, eingebaut. In kleiner Stückzahl wurde die Enigma-Chiffriermaschine im Sd.Kfz. 251/3 eingesetzt.

## Einsatz

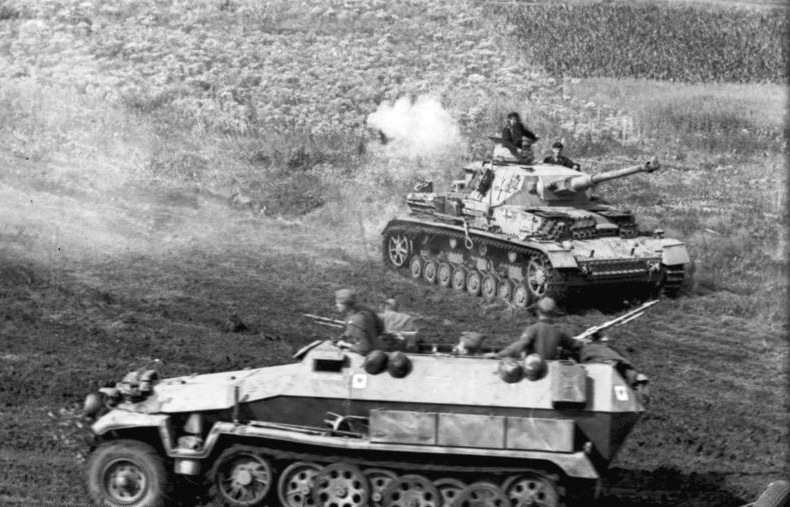
Die Zusammenarbeit mit den Panzern war die Hauptaufgabe des mittleren SPW

Zu Beginn des Angriffs auf Polen waren nur drei von 400 motorisierten Kompanien der Wehrmacht mit mittleren SPW ausgestattet. Anfangs ging man davon aus, dass die Schützen lediglich zum Schlachtfeld transportiert werden und dann abgesessen den Kampf führen sollten. Deshalb waren die ersten Bezeichnungen für dieses Fahrzeug gepanzerter Mannschaftstransportkraftwagen oder gepanzerter Mannschaftstransportwagen. Erst später, als der Kampf immer mehr vom stehenden oder fahrenden Fahrzeug aus geführt wurde, setzte sich die Bezeichnung Schützenpanzerwagen oder Panzergrenadierwagen durch. Die Gliederung sah zwei leichte und 17 mittlere SPW je Kompanie vor.
Aufgrund der nur langsam steigenden Produktionszahlen war es jedoch nicht möglich, jeder Panzerdivision im Westfeldzug oder beim Angriff auf die Sowjetunion eine Kompanie mittlerer SPW mitzugeben. Inzwischen hatte man die Bedeutung dieses Fahrzeugs für die bewegliche Kampfführung erkannt – erlaubte es den Schützen doch, mit den Panzern Schritt zu halten und diese zu unterstützen. Aufgrund dessen sollte jede Panzerdivision mindestens ein Bataillon zu je drei Schützenkompanien und einer schweren Kompanie mit mittleren SPW haben. Dieses Ziel wurde annähernd erst im Herbst 1943 erreicht, als 21 von 92 motorisierten Bataillonen damit ausgerüstet waren. Inzwischen waren die Schützenregimenter am 5. Juli 1942 in Panzergrenadierregimenter umbenannt worden. Ein gepanzertes Panzergrenadierbataillon hatte Ende 1943 91 mittlere SPW im Stab, den drei Panzergrenadierkompanien, der schweren Kompanie und der Versorgungskompanie. Die Panzergrenadierkompanie mit ihren drei Zügen und dem schweren Zug hatte 23 mittlere SPW in ihrem Bestand. In den Panzerpionierbataillonen der Panzerdivisionen war eine Kompanie mit mittleren SPW ausgestattet.

## Weiterentwicklung
Nach dem Zweiten Weltkrieg wurde in der Tschechoslowakei auf Basis des Sd.Kfz. 251 der Schützenpanzer OT-810 bei Škoda und Tatra gefertigt. Das tschechische Modell unterschied sich vom Vorbild insbesondere durch den Motor und den oben geschlossenen Kampfraum.

## Technische Daten

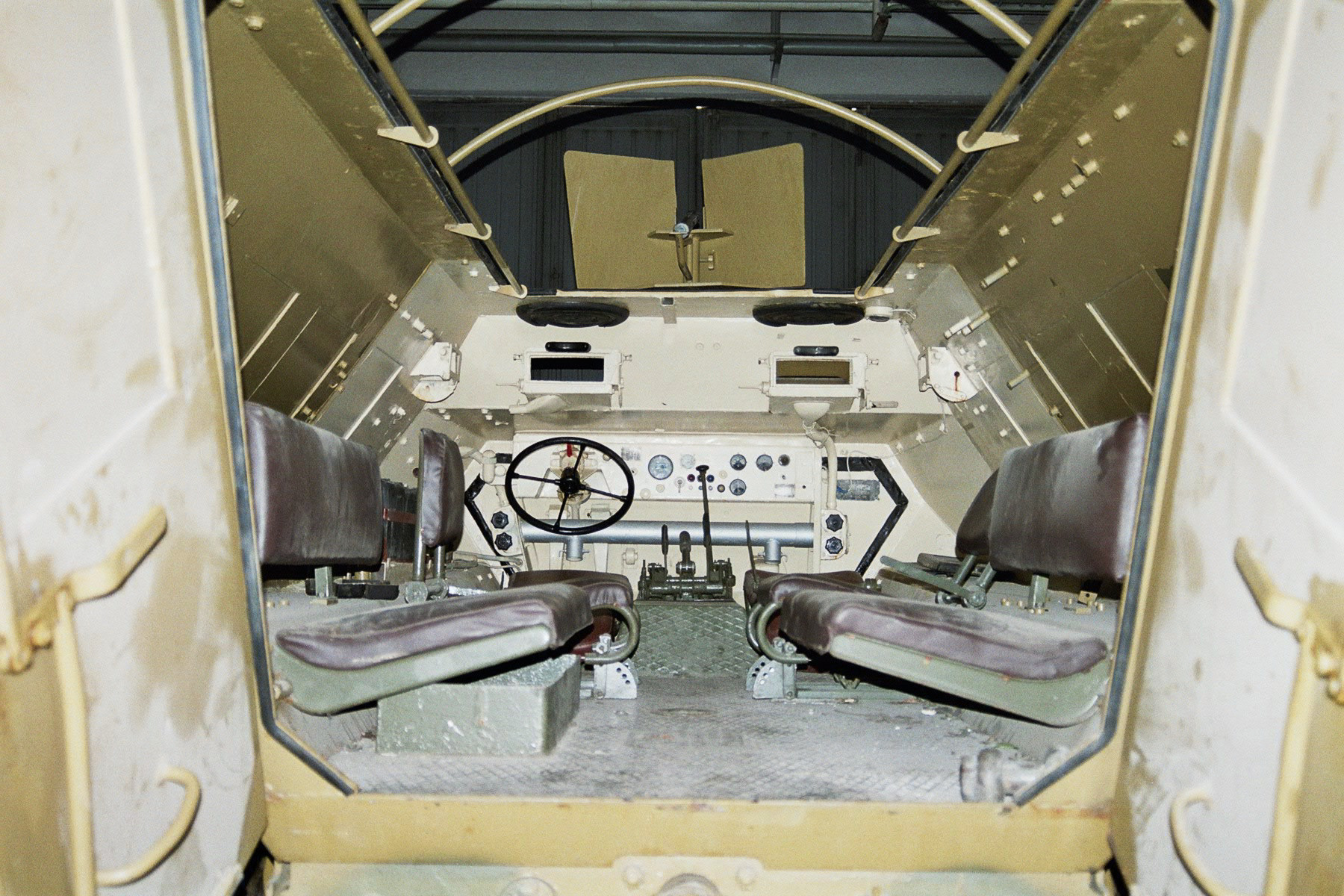
Innenraum eines Sd.Kfz. 251 Ausf. D

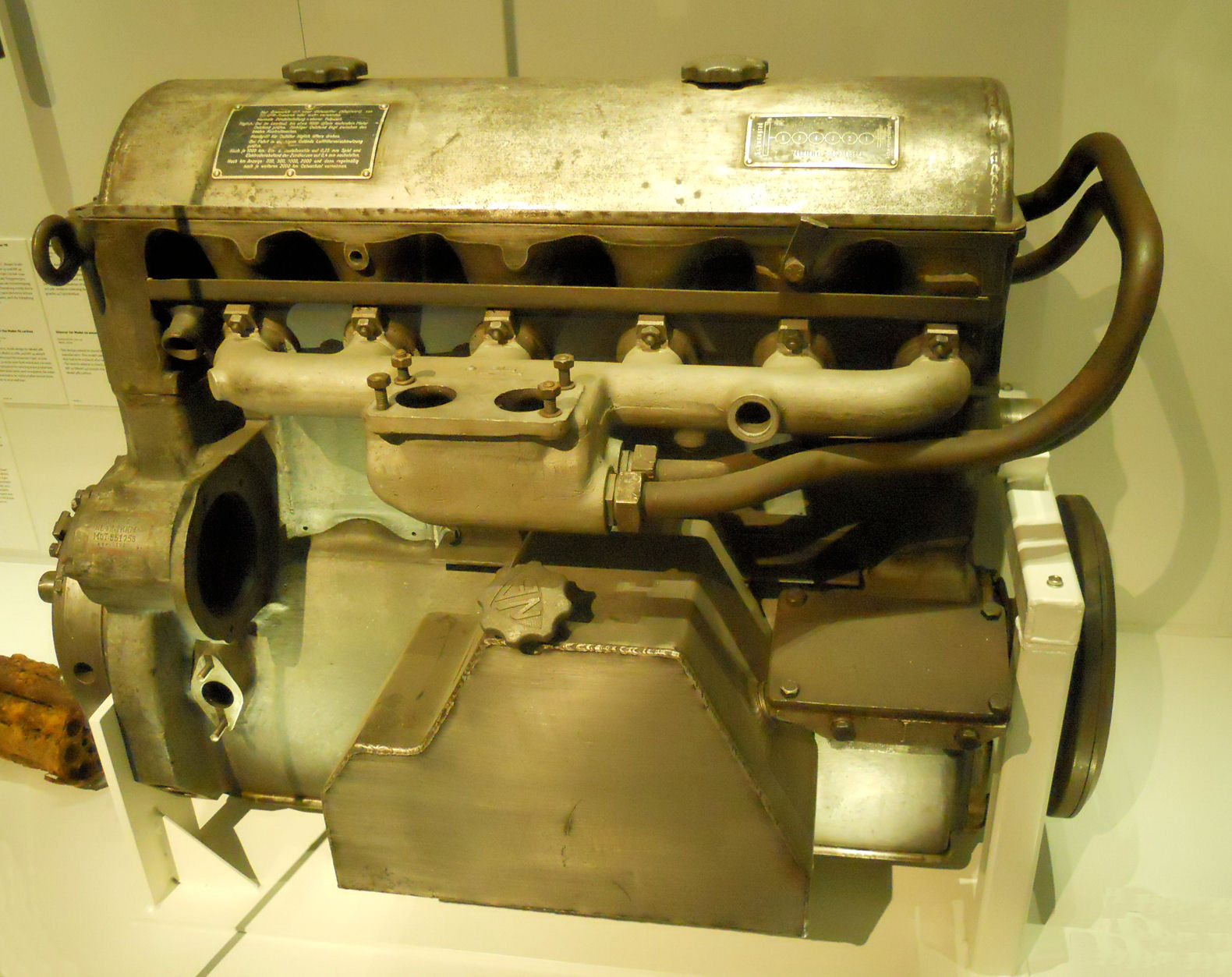
Maybach-Motor HL 42 TRKM

| Mittlerer Schützenpanzerwagen Sd.Kfz. 251/1 |                                |
| Allgemeine Eigenschaften                    |                                |
| Gewicht                                     | 8,5 t                          |
| Nutzlast                                    | 1,5 t                          |
| Länge                                       | 5,8 m                          |
| Breite                                      | 2,0 m                          |
| Höhe                                        | 2,1 m                          |
| Spurweite                                   | 1,65 m                         |
| Kettenbreite                                | 28 cm                          |
| Bewaffnung                                  |                                |
| Hauptbewaffnung                             | 2× MG 34 oder 2× MG 42         |
| Fahrleistung                                |                                |
| Motortyp                                    | Maybach HL 42 TRKM (Ottomotor) |
| Motorbauart                                 | Sechszylinder-Reihenmotor      |
| Kühlung                                     | Wasser                         |
| Hubraum                                     | 4170 cm³                       |
| Nennleistung                                | 100 PS bei 2800 min−1          |
| Gewichtsbezogene Leistung                   | 13,5 PS/t                      |
| Antriebsrad                                 | erstes Kettenrad               |
| Höchstgeschwindigkeit Straße                | 52,5 km/h                      |
| Kraftstoffvorrat                            | 160 l                          |
| Reichweite Straße                           | 320 km                         |
| Reichweite Gelände                          | 180 km                         |
| Laufrollen                                  | 6 (Schachtellaufwerk)          |
| Bodenfreiheit                               | 320 mm                         |
| Wattiefe                                    | 500 mm                         |
| max. überfahrbare Grabenbreite              | 200 cm                         |
| Wendekreis                                  | 11 m                           |
| Panzerung                                   |                                |
| Front                                       | 12 mm                          |
| Seite                                       | 8 mm                           |
| Heck                                        | 8 mm                           |

## Rezeption
In London, auf dem Trafalgar Square, wurde im September 1945 ein Sd.Kfz. 251 mit aufgerichteter Kanone in der Öffentlichkeit vorgestellt.
Das Sd.Kfz. 251 hat museale Rezeption durch Ausstellung von Exemplaren in mehreren Museen. Dazu sind bekannt: Aberdeen Proving Ground, Schweizerisches Militärmuseum Full, Militärmuseum Gryf, Museum des Slowakischen Nationalaufstands, Museum der polnischen Armee und etliche mehr.